# Bothriomyrmex kusnezovi
Bothriomyrmex kusnezovi és una espècie de formiga de la subfamília Dolichoderinae. Descrita per Emery el1925, l'espècie és endèmica de la República Popular de la Xina, el Kazakhstan i el Kirguizstan.
Tenen un cap més llarg que ample. Són de color marró grisós amb potes i collelet de colors groguencs.